# Oberstaufener Tunnel
Der Oberstaufener Tunnel ist der einzige Eisenbahntunnel der Bahnstrecke Buchloe–Lindau.

## Parameter
Der Tunnel liegt wenige dutzend Meter südlich des Bahnhofs Oberstaufen. Er ist heute 160 Meter lang und erstreckt sich von Streckenkilometer 100,784 bis 100,944.

## Geschichte

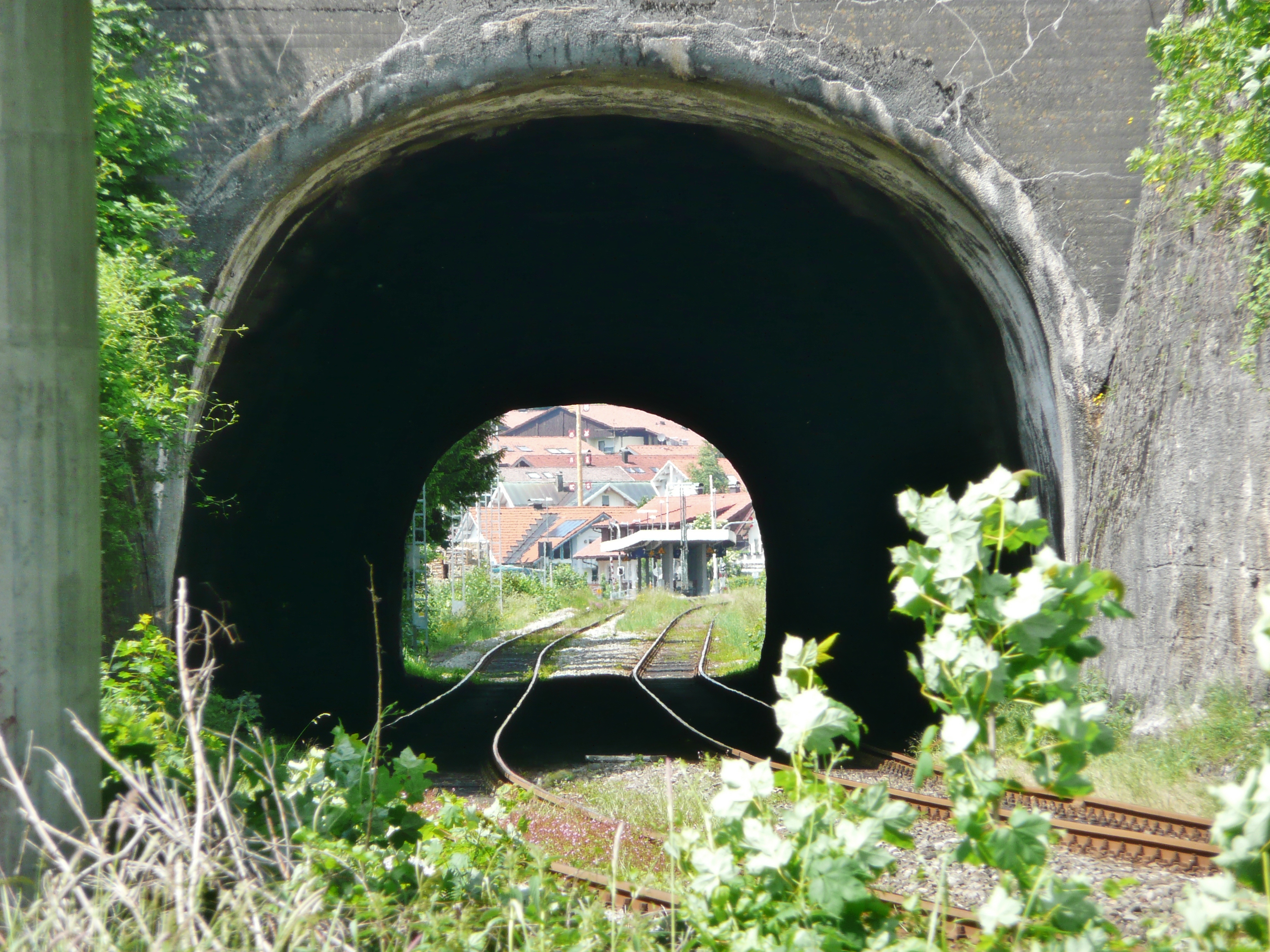
Tunnel von Süden mit Blick auf den Haltepunkt Oberstaufen – vor der Sanierung

Tunnel und Strecke entstanden im Zuge der Ludwig-Süd-Nord-Bahn. Der Tunnel hatte dabei ursprünglich eine Länge von 124 Metern. Der Abschnitt von Immenstadt nach Oberstaufen, in dem der Tunnel liegt, wurde am 1. September 1853 eröffnet. Das Tunnelprofil wurde für den damaligen Betrieb angemessen, jedoch relativ eng, gewählt. Außerdem war es unregelmäßig: Er schwankte zwischen 43 und 56 m². Der enge Querschnitt führte ab dem Ende des 20. Jahrhunderts dazu, dass die Strecke erheblichen betrieblichen Einschränkungen unterlag. So konnten weder Doppelstockwagen noch Containerzüge verkehren. Letzteres ist wichtig, weil die Bahnstrecke Buchloe–Lindau Ausweichstrecke ist, wenn es zu einer Störung der teilweise eingleisigen Arlbergbahn kommt.

## Ausbau 2016
2016 wurde der Tunnel grundlegend umgebaut und saniert: Zunächst wurde der Tunnelquerschnitt auf 70 m² erheblich vergrößert. Dies erlaubt jetzt die Durchfahrt von Doppelstockwagen und beladenen Containerwagen. Er erhielt eine neue Innenverschalung und Vorbauten, die den ursprünglichen Tunnel um 36 Meter verlängern.
Aufgrund schwieriger geologischer Verhältnisse sowohl innerhalb des Tunnels als auch vor der nördlichen Tunnelausfahrt verzögerte sich der Abschluss der Bauarbeiten um fast zwei Monate. Am 7. Dezember 2016 wurde der Tunnel für erste Züge, am 11. Dezember 2016 für den gesamten Verkehr freigegeben. Die Kosten der Maßnahme betrugen einschließlich einer 9,5 km langen Streckensanierung mit drei Brücken und dem Wiedereinbau von vier Weichen im Bahnhof Oberstaufen 25 Mio. €.